# Giải bóng đá vô địch quốc gia Bỉ 2024–25
Giải bóng đá vô địch quốc gia Bỉ 2024–25 (tên chính thức là Jupiler Pro League vì lý do tài trợ) là mùa giải thứ 122 của giải bóng đá hàng đầu ở Bỉ.
Club Brugge là đương kim vô địch.

## Các đội bóng

### Vị trí địa lý
Beerschot và Dender EH lần lượt được thăng hạng với tư cách là vô địch và á quân của Challenger Pro League 2023–24. Beerschot trở lại chỉ sau hai mùa giải trong khi Dender EH là 15 mùa giải (trong đó có 4 mùa giải chơi ở cấp độ thứ ba). Hai đội thay thế cho Eupen và RWD Molenbeek đã xuống hạng vào cuối mùa giải trước.
| Số đội | Tỉnh hoặc vùng  | Đội                                      |
| ------ | --------------- | ---------------------------------------- |
| 4      | Antwerp         | Antwerp, Beerschot, Mechelen và Westerlo |
| 3      | West Flanders   | Cercle Brugge, Club Brugge và Kortrijk   |
| 2      | Brussels        | Anderlecht và Union SG                   |
| 2      | East Flanders   | Dender EH và Gent                        |
| 2      | Limburg         | Genk và Sint-Truiden                     |
| 1      | Flemish Brabant | Oud-Heverlee Leuven                      |
| 1      | Liège           | Standard Liège                           |
| 1      | Hainaut         | Charleroi                                |

### Sân vận động
| Đội            | Địa điểm             | Sân vận động           | Sức chứa |
| -------------- | -------------------- | ---------------------- | -------- |
| Anderlecht     | Anderlecht, Brussels | Constant Vanden Stock  | 21.500   |
| Antwerp        | Antwerp              | Bosuil                 | 16.144   |
| Beerschot      | Antwerp              | Olympic                | 12.771   |
| Cercle Brugge  | Bruges               | Jan Breydel            | 29.042   |
| Charleroi      | Charleroi            | Pays de Charleroi      | 14.000   |
| Club Brugge    | Bruges               | Jan Breydel            | 29.042   |
| Dender EH      | Denderleeuw          | Van Roy                | 6.429    |
| Genk           | Genk                 | Cegeka Arena           | 24.956   |
| Gent           | Ghent                | Ghelamco Arena         | 20.000   |
| Kortrijk       | Kortrijk             | Guldensporen           | 9.399    |
| Mechelen       | Mechelen             | AFAS-Achter de Kazerne | 16.700   |
| OH Leuven      | Leuven               | Den Dreef              | 10.000   |
| Sint-Truiden   | Sint-Truiden         | Stayen                 | 14.600   |
| Standard Liège | Liège                | Maurice Dufrasne       | 30.023   |
| Union SG       | Forest, Brussels     | Joseph Marien          | 9.400    |
| Westerlo       | Westerlo             | Het Kuipje             | 8.035    |

### Nhân sự và tài trợ
| Câu lạc bộ     | Huấn luyện viên trưởng         | Đội trưởng        | Nhà sản xuất trang phục | Nhà tài trợ áo đấu (trước)                         | Nhà tài trợ áo đấu (sau)                      | Nhà tài trợ áo đấu (tay áo)       | Nhà tài trợ quần                                             |
| -------------- | ------------------------------ | ----------------- | ----------------------- | -------------------------------------------------- | --------------------------------------------- | --------------------------------- | ------------------------------------------------------------ |
| Anderlecht     | Besnik Hasi                    | Jan Vertonghen    | Joma                    | Napoleon Sports & Casino                           | không có                                      | không có                          | không có                                                     |
| Antwerp        | Andries Ulderink               | Toby Alderweireld | Jako                    | betFIRST                                           | Heylen Vastgoed, Ghelamco                     | AntwerpFirst, betFIRST            | không có                                                     |
| Beerschot      | Dirk Kuyt                      | Ryan Sanusi       | Erreà                   | Star Casino, Wolf Lubricants                       | Yelo Rent a Car, Mystershirt                  | Wolf Lubricants                   | Yelo Rent a Car, Green House Solutions                       |
| Cercle Brugge  | Bernd Storck                   | Thibo Somers      | Kappa                   | Golden Palace Casino Sports, Volvo Automobilia     | Liantis, Callant Insurance                    | Golden Palace Casino Sports       | Autoverhuur Meerschaert, Rodenbach                           |
| Charleroi      | Rik De Mil                     | Adem Zorgane      | Kipsta                  | Unibet, R-Aqua, Cairox                             | QNT Sport                                     | không có                          | UMons                                                        |
| Club Brugge    | Nicky Hayen                    | Hans Vanaken      | Castore                 | Unibet                                             | Allianz                                       | Unibet                            | không có                                                     |
| Dender EH      | Vincent Euvrard                | Lennard Hens      | Jako                    | Star Casino, Valckenier                            | không có                                      | không có                          | không có                                                     |
| Genk           | Thorsten Fink                  | Bryan Heynen      | Nike                    | Beobank, ITZU Foreign                              | Wilms NV, Carglass                            | ACEG                              | Cegeka, Carglass                                             |
| Gent           | Danijel Milićević (quản lý)    | Sven Kums         | Craft                   | Bâloise/ Hamann International Logistics (đấu UEFA) | Circus Belgium, Vdk bank                      | Hyundai                           | APF Autoparts, Vdk bank                                      |
| Kortrijk       | Bernd Storck                   | João Silva        | Erreà                   | AGO Jobs & HR, Unibet                              | Brustor, EARTH Solar Solution, Caps Fuel Card | NOVY                              | Unibet, Caps Fuel Card                                       |
| Mechelen       | Frederik Vanderbiest (quản lý) | Rob Schoofs       | Erreà                   | Telenet, Groep Verelst, Play Sports, AFAS Software | AFAS Software, EnergyKing                     | Golden Palace Casino Sports       | Arco Information, Golden Palace Casino Sports                |
| OH Leuven      | Chris Coleman                  | Mathieu Maertens  | Stanno                  | Star Casino                                        | Banqup, Tegel Concept                         | Star Casino                       | không có                                                     |
| Sint-Truiden   | Wouter Vrancken                | Bruno Godeau      | Olympic Sportswear      | Maruhan, DMM.com, Oliverhood, Crafty Inc.          | Sint Truiden                                  | Asahi Kasei, Maruhan              | Pauli Beton, SEPTENI, Shin Takarajima Holdings, All Ads Inc. |
| Standard Liège | Ivan Leko                      | Arnaud Bodart     | Adidas                  | Circus Belgium                                     | không có                                      | không có                          | không có                                                     |
| Union SG       | Sébastien Pocognoli            | Anthony Moris     | Nike                    | Loterie Nationale/ Hey! Telecom (thi đấu UEFA)     | Hey! Telecom                                  | Cupra                             | không có                                                     |
| Westerlo       | Timmy Simons                   | Sinan Bolat       | Nike                    | Soudal                                             | Casino777, Arma Global                        | Keukens Vanlommel, Voetbalshop.be | Soloya                                                       |

### Thay đổi huấn luyện viên
| Đội           | HLV ra đi                                         | Lý do                     | Ngày ra đi            | Vị trí trên BXH             | Được thay bởi                      | Ngày ký                            |
| ------------- | ------------------------------------------------- | ------------------------- | --------------------- | --------------------------- | ---------------------------------- | ---------------------------------- |
| Gent          | Hein Vanhaezebrouck                               | Hết hợp đồng              | Cuối mùa giải 2023–24 | Trước mùa giải              | Wouter Vrancken                    | 5/6/2024                           |
| Genk          | Domenico Olivieri, Michel Ribeiro & Eddy Vanhemel | Kết thúc quản lý tạm thời | Cuối mùa giải 2023–24 | Trước mùa giải              | Thorsten Fink                      | 5/6/2024                           |
| Westerlo      | Bart Goor                                         | Kết thúc quản lý tạm thời | Cuối mùa giải 2023–24 | Trước mùa giải              | Timmy Simons                       | 23/5/2024                          |
| Dender        | Timmy Simons                                      | Ký với Westerlo           | Cuối mùa giải 2023–24 | Trước mùa giải              | Vincent Euvrard                    | 31/5/2024                          |
| Antwerp       | Mark van Bommel                                   | Hết hợp đồng              | Cuối mùa giải 2023–24 | Trước mùa giải              | Jonas De Roeck                     | 4/6/2024                           |
| Sint-Truiden  | Thorsten Fink                                     | Ký với Genk               | Cuối mùa giải 2023–24 | Trước mùa giải              | Christian Lattanzio                | 14/6/2024                          |
| Union SG      | Alexander Blessin                                 | Ký với St. Pauli          | Cuối mùa giải 2023–24 | Trước mùa giải              | Sébastien Pocognoli                | 7/7/2024                           |
| Sint-Truiden  | Christian Lattanzio                               | Sa thải                   | 3/9/2024              | thứ 15                      | Felice Mazzù                       | 5/9/2024                           |
| Anderlecht    | Brian Riemer                                      | Sa thải                   | 19/9/2024             | thứ 4                       | David Hubert                       | 19/9/2024                          |
| OH Leuven     | Óscar García                                      | Sa thải                   | 22/11/2024            | thứ 13                      | Hans Somers (tạm quyền)            | 22/11/2024                         |
| OH Leuven     | Hans Somers (tạm quyền)                           | Hết quản lý tạm thời      | 2/12/2024             | thứ 13                      | Chris Coleman                      | 2/12/2024                          |
| Cercle Brugge | Miron Muslić                                      | Sa thải                   | 2/12/2024             | thứ 15                      | Jimmy De Wulf (tạm quyền)          | 2/12/2024                          |
| Cercle Brugge | Jimmy De Wulf                                     | Hết quản lý tạm thời      | 10/12/2024            | thứ 15                      | Ferdinand Feldhofer                | 10/12/2024                         |
| Kortrijk      | Freyr Alexandersson                               | Sa thải                   | 17/12/2024            | thứ 14                      | Yves Vanderhaeghe                  | 18/12/2024                         |
| Gent          | Wouter Vrancken                                   | Thỏa thuận                | 21/1/2025             | thứ 6                       | Danijel Milićević (tạm quyền)      | 21/1/2025                          |
| Kortrijk      | Yves Vanderhaeghe                                 | Sa thải                   | 19/2/2025             | thứ 15                      | Bernd Storck                       | 20/2/2025                          |
| Antwerp       | Jonas De Roeck                                    | Sa thải                   | 3/3/2025              | thứ 5                       | Andries Ulderink                   | 4/3/2025                           |
| Mechelen      | Besnik Hasi                                       | Sa thải                   | 4/3/2025              | thứ 10                      | Frederik Vanderbiest (tạm quyền)   | 4/3/2025                           |
| Cercle Brugge | Ferdinand Feldhofer                               | Sa thải                   | 17/3/2025             | thứ 13                      | Jimmy De Wulf                      | 21/3/2025                          |
| Anderlecht    | David Hubert                                      | Đã thay thế               | 20/3/2025             | thứ 4                       | Besnik Hasi                        | 20/3/2025                          |
| Sint-Truiden  | Felice Mazzù                                      | Sa thải                   | 10/4/2025             | thứ 2 (Play-off Xuống hạng) | Frédéric De Meyer (tạm quyền)      | 10/4/2025                          |
| Sint-Truiden  | Frédéric De Meyer (tạm quyền)                     | Hết quản lý tạm thời      | 15/4/2025             | thứ 1 (Play-off Xuống hạng) | Wouter Vrancken                    | 15/4/2025                          |
| Kortrijk      | Bernd Storck                                      | Ký bởi Cercle Brugge      | 12/5/2025             | thứ 3 (Play-off Xuống hạng) | không thay thế (mùa giải kết thúc) | không thay thế (mùa giải kết thúc) |
| Cercle Brugge | Jimmy De Wulf                                     | Đã thay thế               | 12/5/2025             | thứ 2 (Play-off Xuống hạng) | Bernd Storck                       | 12/5/2025                          |

## Bảng xếp hạng

### Mùa giải thông thường
| VT | Đội            | ST | T  | H  | B  | BT | BB | HS  | Đ  | Giành quyền tham dự hoặc xuống hạng |
| -- | -------------- | -- | -- | -- | -- | -- | -- | --- | -- | ----------------------------------- |
| 1  | Genk           | 30 | 21 | 5  | 4  | 55 | 33 | +22 | 68 | Tham dự Europa League và Play-off I |
| 2  | Club Brugge    | 30 | 17 | 8  | 5  | 65 | 36 | +29 | 59 | Tham dự Play-off I                  |
| 3  | Union SG       | 30 | 15 | 10 | 5  | 49 | 25 | +24 | 55 | Tham dự Play-off I                  |
| 4  | Anderlecht     | 30 | 15 | 6  | 9  | 50 | 27 | +23 | 51 | Tham dự Play-off I                  |
| 5  | Antwerp        | 30 | 12 | 10 | 8  | 47 | 32 | +15 | 46 | Tham dự Play-off I                  |
| 6  | Gent           | 30 | 11 | 12 | 7  | 41 | 33 | +8  | 45 | Tham dự Play-off I                  |
| 7  | Standard Liège | 30 | 10 | 9  | 11 | 22 | 35 | −13 | 39 | Tham dự Play-off II                 |
| 8  | Mechelen       | 30 | 10 | 8  | 12 | 45 | 40 | +5  | 38 | Tham dự Play-off II                 |
| 9  | Westerlo       | 30 | 10 | 7  | 13 | 50 | 49 | +1  | 37 | Tham dự Play-off II                 |
| 10 | Charleroi      | 30 | 10 | 7  | 13 | 36 | 36 | 0   | 37 | Tham dự Play-off II                 |
| 11 | OH Leuven      | 30 | 8  | 13 | 9  | 28 | 33 | −5  | 37 | Tham dự Play-off II                 |
| 12 | Dender EH      | 30 | 8  | 8  | 14 | 33 | 51 | −18 | 32 | Tham dự Play-off II                 |
| 13 | Cercle Brugge  | 30 | 7  | 11 | 12 | 29 | 44 | −15 | 32 | Tham dự Play-off trụ hạng           |
| 14 | Sint-Truiden   | 30 | 7  | 10 | 13 | 41 | 56 | −15 | 31 | Tham dự Play-off trụ hạng           |
| 15 | Kortrijk       | 30 | 7  | 5  | 18 | 28 | 55 | −27 | 26 | Tham dự Play-off trụ hạng           |
| 16 | Beerschot      | 30 | 3  | 9  | 18 | 26 | 60 | −34 | 18 | Tham dự Play-off trụ hạng           |

1. ↑  Đội vô địch mùa giải thông thường sẽ đủ điều kiện tham dự UEFA Europa League 2025–26 nếu không đủ điều kiện tham dự UEFA Champions League 2025–26 ở vòng Play-off.

### Vị trí theo vòng
Bảng liệt kê vị trí của các đội sau mỗi vòng thi đấu. Để duy trì các diễn biến theo trình tự thời gian, bất kỳ trận đấu bù nào (vì bị hoãn) sẽ không được tính vào vòng đấu mà chúng đã được lên lịch ban đầu, mà sẽ được tính thêm vào vòng đấu diễn ra ngay sau đó.
- a : còn 1 trận chưa thi đấu

| Đội ╲ Vòng     | 1          | 2  | 3  | 4  | 5   | 6   | 7   | 8   | 9  | 10 | 11 | 12 | 13 | 14 | 15 | 16 | 17 | 18 | 19 | 20 | 21 | 22 | 23 | 24 | 25 | 26 | 27 | 28 | 29 | 30 |   |
| -------------- | ---------- | -- | -- | -- | --- | --- | --- | --- | -- | -- | -- | -- | -- | -- | -- | -- | -- | -- | -- | -- | -- | -- | -- | -- | -- | -- | -- | -- | -- | -- | - |
| Đội ╲ Vòng     | Anderlecht | 4  | 2  | 3  | 1   | 1a  | 2a  | 4a  | 6  | 7  | 4  | 6  | 6  | 5  | 4  | 4  | 4  | 3  | 3  | 3  | 3  | 5  | 4  | 4  | 5  | 4  | 4  | 4  | 4  | 4  | 4 |
| Antwerp        | 3          | 10 | 4  | 6  | 10  | 11  | 8   | 3   | 2  | 2  | 2  | 2  | 3  | 2  | 3  | 3  | 4  | 4  | 4  | 4  | 4  | 5  | 5  | 4  | 5  | 5  | 5  | 5  | 5  | 5  |   |
| Beerschot      | 7          | 13 | 15 | 15 | 16  | 16  | 16  | 16  | 16 | 16 | 16 | 16 | 16 | 16 | 16 | 16 | 16 | 16 | 16 | 16 | 16 | 16 | 16 | 16 | 16 | 16 | 16 | 16 | 16 | 16 |   |
| Cercle Brugge  | 16         | 16 | 10 | 12 | 14a | 14a | 15a | 15a | 14 | 15 | 15 | 15 | 11 | 14 | 14 | 15 | 15 | 15 | 13 | 13 | 12 | 11 | 10 | 9  | 11 | 13 | 12 | 12 | 13 | 13 |   |
| Charleroi      | 14         | 7  | 5  | 8  | 3   | 7   | 3   | 5   | 5  | 9  | 11 | 12 | 13 | 10 | 11 | 10 | 10 | 12 | 8  | 7  | 9  | 8  | 8  | 8  | 8  | 8  | 8  | 8  | 8  | 10 |   |
| Club Brugge    | 6          | 11 | 14 | 13 | 8   | 3   | 1   | 4   | 4  | 5  | 4  | 3  | 2  | 3  | 2  | 2  | 2  | 2  | 2  | 2  | 2  | 2  | 2  | 2  | 2  | 2  | 2  | 2  | 2  | 2  |   |
| Dender EH      | 8          | 5  | 2  | 3  | 4   | 1   | 6   | 10  | 10 | 7  | 7  | 7  | 9  | 12 | 10 | 11 | 11 | 8  | 9  | 9  | 7  | 9  | 9  | 11 | 9  | 11 | 11 | 11 | 12 | 12 |   |
| Genk           | 9          | 14 | 9  | 5  | 7a  | 5a  | 2a  | 1   | 1  | 1  | 1  | 1  | 1  | 1  | 1  | 1  | 1  | 1  | 1  | 1  | 1  | 1  | 1  | 1  | 1  | 1  | 1  | 1  | 1  | 1  |   |
| Gent           | 2          | 9  | 11 | 7  | 11a | 12a | 9a  | 2a  | 3  | 3  | 3  | 5  | 6  | 5  | 6  | 6  | 5  | 5  | 5  | 6  | 6  | 6  | 7  | 6  | 6  | 6  | 6  | 6  | 6  | 6  |   |
| Kortrijk       | 13         | 8  | 12 | 9  | 12  | 13  | 13  | 14  | 15 | 12 | 13 | 13 | 14 | 15 | 15 | 14 | 14 | 14 | 14 | 15 | 15 | 15 | 15 | 15 | 15 | 15 | 15 | 15 | 15 | 15 |   |
| Mechelen       | 5          | 12 | 13 | 14 | 13  | 9   | 12  | 9   | 11 | 8  | 5  | 4  | 4  | 6  | 5  | 5  | 6  | 7  | 7  | 8  | 10 | 10 | 11 | 12 | 13 | 10 | 10 | 10 | 9  | 8  |   |
| OH Leuven      | 10         | 3  | 6  | 10 | 9   | 6   | 10  | 11  | 12 | 14 | 12 | 11 | 12 | 13 | 13 | 13 | 12 | 11 | 12 | 11 | 11 | 12 | 12 | 10 | 12 | 9  | 9  | 9  | 11 | 11 |   |
| Union SG       | 12         | 4  | 8  | 4  | 5   | 8   | 11  | 12  | 8  | 10 | 10 | 10 | 10 | 7  | 9  | 7  | 7  | 6  | 6  | 5  | 3  | 3  | 3  | 3  | 3  | 3  | 3  | 3  | 3  | 3  |   |
| Sint-Truiden   | 15         | 15 | 16 | 16 | 15  | 15  | 14  | 13  | 13 | 13 | 14 | 14 | 15 | 11 | 12 | 12 | 13 | 13 | 15 | 14 | 14 | 14 | 14 | 14 | 14 | 14 | 14 | 14 | 14 | 14 |   |
| Standard Liège | 11         | 6  | 7  | 11 | 6   | 10  | 7   | 7   | 9  | 11 | 9  | 9  | 8  | 9  | 8  | 9  | 8  | 9  | 10 | 10 | 8  | 7  | 6  | 7  | 7  | 7  | 7  | 7  | 7  | 7  |   |
| Westerlo       | 1          | 1  | 1  | 2  | 2   | 4   | 5   | 8   | 6  | 6  | 8  | 8  | 7  | 8  | 7  | 8  | 9  | 10 | 11 | 12 | 13 | 13 | 13 | 13 | 10 | 12 | 13 | 13 | 10 | 9  |   |

## Kết quả

### Tỷ số
| Nhà \ Khách    | AND | ANT | BEE | CER | CHA | CLU | DEN | GNK | GNT | KOR | MEC | OHL | USG | STR | STA | WES |
| -------------- | --- | --- | --- | --- | --- | --- | --- | --- | --- | --- | --- | --- | --- | --- | --- | --- |
| Anderlecht     |     | 2–0 | 2–1 | 3–0 | 0–0 | 0–3 | 2–3 | 0–2 | 6–0 | 4–0 | 4–1 | 1–1 | 0–2 | 1–0 | 3–0 | 2–2 |
| Antwerp        | 1–2 |     | 5–0 | 3–0 | 1–3 | 2–1 | 1–1 | 2–2 | 0–1 | 2–1 | 0–1 | 2–2 | 2–0 | 6–1 | 3–0 | 3–2 |
| Beerschot      | 2–1 | 1–1 |     | 3–2 | 1–1 | 2–2 | 1–2 | 3–4 | 0–0 | 2–2 | 1–0 | 0–0 | 0–4 | 0–3 | 0–0 | 1–2 |
| Cercle Brugge  | 0–5 | 0–0 | 4–1 |     | 2–0 | 1–3 | 0–0 | 2–3 | 2–1 | 1–2 | 1–0 | 1–0 | 0–0 | 1–1 | 1–1 | 1–1 |
| Charleroi      | 0–1 | 0–1 | 3–0 | 1–1 |     | 1–1 | 5–0 | 1–1 | 1–0 | 1–0 | 0–1 | 0–2 | 1–2 | 2–1 | 1–1 | 1–0 |
| Club Brugge    | 2–1 | 1–0 | 4–2 | 3–0 | 4–2 |     | 4–1 | 2–0 | 2–4 | 1–1 | 1–1 | 1–0 | 1–1 | 7–0 | 1–2 | 4–3 |
| Dender EH      | 1–1 | 1–3 | 0–0 | 0–1 | 1–0 | 1–2 |     | 0–1 | 0–0 | 4–1 | 2–5 | 1–1 | 0–0 | 2–1 | 0–2 | 1–0 |
| Genk           | 2–0 | 2–0 | 1–0 | 2–1 | 3–0 | 3–2 | 4–0 |     | 0–0 | 3–2 | 2–1 | 2–0 | 2–1 | 3–2 | 0–0 | 1–0 |
| Gent           | 1–0 | 1–1 | 3–2 | 1–1 | 1–1 | 1–1 | 1–2 | 0–2 |     | 1–2 | 2–0 | 3–0 | 1–3 | 2–0 | 5–0 | 4–1 |
| Kortrijk       | 0–2 | 1–2 | 1–0 | 1–1 | 0–1 | 0–3 | 0–3 | 2–1 | 0–1 |     | 3–1 | 2–0 | 1–2 | 1–1 | 1–0 | 1–2 |
| Mechelen       | 1–3 | 1–1 | 3–0 | 2–0 | 5–2 | 1–2 | 2–1 | 1–2 | 3–3 | 3–0 |     | 5–0 | 1–1 | 1–1 | 0–0 | 2–4 |
| OH Leuven      | 0–0 | 1–1 | 2–0 | 1–1 | 1–0 | 0–1 | 3–2 | 3–1 | 0–0 | 1–1 | 1–0 |     | 1–1 | 3–2 | 2–0 | 0–0 |
| Union SG       | 0–0 | 2–1 | 3–1 | 1–3 | 1–0 | 2–2 | 4–1 | 4–0 | 0–0 | 3–0 | 0–1 | 1–0 |     | 2–1 | 3–0 | 3–1 |
| Sint-Truiden   | 0–2 | 1–1 | 2–0 | 1–1 | 1–4 | 2–2 | 3–3 | 2–2 | 1–1 | 4–2 | 2–1 | 2–1 | 0–0 |     | 1–2 | 2–0 |
| Standard Liège | 0–2 | 0–0 | 1–0 | 1–0 | 2–1 | 1–0 | 1–0 | 1–2 | 0–1 | 1–0 | 0–0 | 1–1 | 0–0 | 2–1 |     | 1–2 |
| Westerlo       | 2–0 | 1–2 | 2–2 | 3–0 | 1–3 | 1–2 | 2–0 | 1–2 | 2–2 | 4–0 | 1–1 | 1–1 | 4–3 | 1–2 | 4–2 |     |

1. ↑  Trận đấu Anderlecht–Genk ở vòng 5 (ngày 23/8) đã bị hoãn lại đến ngày 17/9 (sau vòng 7 và trước vòng 8) do Anderlecht tham gia vòng loại giải bóng đá châu Âu.
2. ↑  Trận đấu Antwerp-Beerschot ở vòng 9 (ngày 29/9) đã bị hủy bỏ với tỷ số 4–0 sau 75 phút thi đấu vì người hâm mộ đội khách liên tục ném pháo sáng xuống sân.[35] Theo quy định của Pro League, trận đấu sẽ được tiếp tục diễn ra không khán giả vào ngày 30/9 hoặc 1/10 nhưng Beerschot đã quyết định hủy trận đấu, trao cho Antwerp chiến thắng 5–0.[36] Ngày 30/9, Pro League đã phạt Beerschot 50.000€ vì những sai phạm[37] và vào ngày 4/10/2024, Văn phòng Công tố của Hiệp hội bóng đá Hoàng gia Bỉ cũng đã phạt câu lạc bộ thêm 10.000€ và cấm Beerschot mang người hâm mộ ra sân trong ba trận đấu sân khách tiếp theo (gặp Kortrijk, Mechelen và Anderlecht).[38]
3. ↑  Trận đấu Cercle Brugge-Gent ở vòng 5 (ngày 24/8) đã bị hoãn lại đến ngày 26/9 (trước vòng 8 và sau vòng 9) do cả hai câu lạc bộ đều tham gia vòng loại giải bóng đá châu Âu.[39]

### Bảng thắng bại
- T = Thắng, H = Hòa, B = Bại
- () = Trận đấu bị hoãn
- (T), (H), (B) = Trận đấu bù và kết quả; Trận đấu bù được ghi trong cột nào, ví dụ cột số 7 có nghĩa là đã thi đấu sau vòng 7 và trước vòng 8.

| Đội            | 1 | 2 | 3 | 4 | 5  | 6 | 7     | 8     | 9 | 10 | 11 | 12 | 13 | 14 | 15 | Đội            | 16 | 17 | 18 | 19 | 20 | 21 | 22 | 23 | 24 | 25 | 26 | 27 | 28 | 29 | 30 | Đội            | Play-off | Play-off | Play-off | Play-off | Play-off | Play-off | Play-off | Play-off | Play-off | Play-off |
| -------------- | - | - | - | - | -- | - | ----- | ----- | - | -- | -- | -- | -- | -- | -- | -------------- | -- | -- | -- | -- | -- | -- | -- | -- | -- | -- | -- | -- | -- | -- | -- | -------------- | -------- | -------- | -------- | -------- | -------- | -------- | -------- | -------- | -------- | -------- |
| Anderlecht     | T | T | H | T | () | H | H (B) | H     | H | T  | B  | B  | T  | T  | T  | Anderlecht     | H  | T  | T  | B  | B  | B  | T  | T  | B  | T  | T  | B  | T  | B  | T  | Anderlecht     | B        | B        | B        | H        | T        | T        | T        | B        | B        | B        |
| Antwerp        | T | B | T | B | B  | H | T     | T     | T | T  | H  | T  | B  | T  | H  | Antwerp        | B  | B  | H  | T  | H  | H  | T  | H  | T  | B  | T  | H  | H  | B  | H  | Antwerp        | B        | B        | B        | H        | H        | T        | B        | T        | B        | H        |
| Beerschot      | H | B | B | B | B  | B | B     | B     | B | H  | T  | B  | H  | H  | B  | Beerschot      | T  | B  | H  | H  | B  | H  | B  | B  | B  | H  | B  | H  | T  | B  | B  | Beerschot      | B        | B        | B        |          |          | T        | B        | T        |          |          |
| Cercle Brugge  | B | B | T | H | () | B | B     | B (T) | H | B  | H  | T  | T  | B  | B  | Cercle Brugge  | B  | H  | H  | T  | H  | T  | T  | H  | H  | B  | H  | H  | H  | B  | B  | Cercle Brugge  | H        | T        | B        |          |          | T        | B        | B        |          |          |
| Charleroi      | B | T | T | B | T  | B | T     | H     | H | B  | B  | B  | B  | T  | B  | Charleroi      | H  | T  | B  | T  | T  | B  | H  | H  | T  | H  | B  | T  | H  | B  | B  | Charleroi      | H        | T        | H        | T        | B        | T        | T        | T        | H        | T        |
| Club Brugge    | H | B | B | T | T  | T | T     | B     | H | H  | T  | T  | T  | H  | T  | Club Brugge    | T  | T  | T  | H  | T  | T  | T  | H  | B  | T  | H  | B  | H  | T  | T  | Club Brugge    | T        | T        | T        | T        | B        | H        | T        | T        | T        | H        |
| Dender EH      | H | T | T | H | B  | T | B     | B     | H | T  | H  | B  | B  | H  | H  | Dender EH      | B  | T  | T  | B  | T  | H  | B  | B  | B  | T  | B  | H  | B  | B  | B  | Dender EH      | T        | B        | H        | H        | T        | B        | B        | T        | H        | H        |
| Genk           | H | B | T | T | () | T | T (T) | T     | T | B  | T  | T  | T  | B  | T  | Genk           | H  | T  | B  | T  | H  | T  | T  | T  | T  | T  | T  | H  | H  | T  | T  | Genk           | T        | T        | B        | B        | H        | B        | B        | B        | T        | T        |
| Gent           | T | B | B | T | () | H | T     | T (B) | T | H  | H  | B  | H  | T  | B  | Gent           | H  | T  | H  | T  | B  | H  | H  | H  | T  | H  | T  | H  | H  | T  | B  | Gent           | B        | B        | T        | B        | B        | B        | B        | B        | B        | B        |
| Kortrijk       | B | T | B | T | B  | H | B     | H     | B | T  | B  | T  | B  | B  | B  | Kortrijk       | T  | B  | B  | H  | B  | B  | B  | H  | B  | B  | B  | H  | B  | T  | T  | Kortrijk       | H        | T        | T        |          |          | B        | T        | H        |          |          |
| Mechelen       | H | B | H | B | T  | T | B     | T     | B | T  | T  | T  | H  | B  | T  | Mechelen       | B  | B  | H  | H  | H  | B  | B  | B  | B  | H  | T  | H  | B  | T  | T  | Mechelen       | H        | T        | H        | B        | B        | H        | T        | H        | H        | H        |
| OH Leuven      | H | T | H | H | H  | T | B     | H     | B | B  | H  | T  | B  | H  | H  | OH Leuven      | H  | H  | T  | B  | T  | B  | B  | H  | T  | B  | T  | H  | H  | B  | T  | OH Leuven      | H        | H        | H        | H        | T        | H        | B        | B        | B        | B        |
| Union SG       | H | T | B | T | H  | H | B     | H     | T | H  | H  | B  | H  | T  | H  | Union SG       | T  | H  | T  | H  | T  | T  | T  | T  | T  | T  | B  | T  | T  | T  | B  | Union SG       | T        | T        | T        | T        | T        | H        | T        | T        | T        | T        |
| Sint-Truiden   | B | B | B | H | H  | H | T     | T     | H | H  | B  | T  | B  | T  | B  | Sint-Truiden   | H  | B  | B  | B  | H  | T  | B  | H  | B  | B  | H  | H  | T  | T  | B  | Sint-Truiden   | T        | B        | T        |          |          | B        | T        | H        |          |          |
| Standard Liège | H | T | H | B | T  | B | T     | H     | B | B  | T  | B  | T  | B  | T  | Standard Liège | H  | H  | H  | B  | H  | T  | T  | T  | H  | B  | B  | T  | B  | B  | H  | Standard Liège | H        | B        | H        | H        | B        | H        | B        | H        | H        | H        |
| Westerlo       | T | T | T | B | H  | B | H     | B     | T | H  | B  | B  | T  | B  | T  | Westerlo       | H  | B  | B  | H  | B  | B  | B  | B  | T  | T  | H  | B  | H  | T  | T  | Westerlo       | B        | H        | H        | H        | T        | H        | T        | B        | T        | H        |
| Đội            | 1 | 2 | 3 | 4 | 5  | 6 | 7     | 8     | 9 | 10 | 11 | 12 | 13 | 14 | 15 | Đội            | 16 | 17 | 18 | 19 | 20 | 21 | 22 | 23 | 24 | 25 | 26 | 27 | 28 | 29 | 30 | Đội            | Play-off | Play-off | Play-off | Play-off | Play-off | Play-off | Play-off | Play-off | Play-off | Play-off |

## Vòng Play-off

### Play-off Vô địch
Vòng play-off Vô địch sẽ quyết định nhà vô địch chung cuộc của giải đấu. Sáu đội đứng đầu Mùa giải thường xuyên sẽ đủ điều kiện, và sẽ thi đấu một giải đấu vòng tròn, với mỗi đội bắt đầu với một nửa số điểm đạt được ở Mùa giải thường xuyên. Điểm bắt đầu được làm tròn, trong trường hợp có sự hòa điểm trong bảng xếp hạng khi kết thúc vòng play-off Vô địch, bất kỳ nửa điểm nào đạt được do làm tròn sẽ bị trừ. Điểm của Club Brugge, Union SG, Anderlecht và Gent đã được làm tròn, do đó trong trường hợp bằng điểm, Genk và Antwerp sẽ được xếp trên 4 đội đó.
Ba đội xếp ở vị trí cao nhất sau khi vòng play-off Vô địch kết thúc sẽ giành quyền tham dự giải bóng đá châu Âu. Đội xếp thứ tư sẽ đối đầu với đội vô địch play-off châu Âu để giành tấm vé cuối cùng, trong trường hợp đội vô địch Cúp quốc gia Bỉ xếp ở một trong bốn vị trí cao nhất thì đội thứ năm sẽ tham gia thay.
| VT | Đội          | ST | T | H | B | BT | BB | HS  | Đ  | Giành quyền tham dự hoặc xuống hạng       |  | USG | CLU | GNK | AND | ANT | GNT |
| -- | ------------ | -- | - | - | - | -- | -- | --- | -- | ----------------------------------------- |  | --- | --- | --- | --- | --- | --- |
| 1  | Union SG (C) | 10 | 9 | 1 | 0 | 22 | 3  | +19 | 56 | Tham dự vòng đấu hạng Champions League    |  |     | 0–0 | 1–0 | 2–0 | 5–1 | 3–1 |
| 2  | Club Brugge  | 10 | 7 | 2 | 1 | 21 | 6  | +15 | 53 | Tham dự vòng loại thứ ba Champions League |  | 0–1 |     | 1–0 | 2–0 | 1–1 | 4–1 |
| 3  | Genk         | 10 | 4 | 1 | 5 | 14 | 11 | +3  | 47 | Tham dự vòng play-off Europa League       |  | 1–2 | 0–2 |     | 2–1 | 0–1 | 4–0 |
| 4  | Anderlecht   | 10 | 3 | 1 | 6 | 12 | 13 | −1  | 36 | Tham dự vòng loại thứ hai Europa League   |  | 0–1 | 1–3 | 1–2 |     | 0–0 | 5–0 |
| 5  | Antwerp      | 10 | 2 | 3 | 5 | 10 | 18 | −8  | 32 | Tham dự vòng play-off giải đấu châu Âu    |  | 0–4 | 2–3 | 1–1 | 1–3 |     | 0–1 |
| 6  | Gent         | 10 | 1 | 0 | 9 | 4  | 32 | −28 | 26 |                                           |  | 0–3 | 0–5 | 1–4 | 0–1 | 0–3 |     |

1. ↑  Club Brugge đã vô địch Cúp bóng đá Bỉ 2024–25 và giành quyền tham dự Champions League thông qua việc đứng nhất hoặc nhì, do đó suất tham dự vòng play-off Europa League đã được chuyển cho đội vô địch mùa giải thông thường Genk.

### Play-off châu Âu
Vòng play-off châu Âu bao gồm các đội có vị trí từ 7 đến 12 ở Mùa giải thông thường. Các đội sẽ chơi vòng tròn tính điểm, mỗi đội bắt đầu với một nửa số điểm đạt được ở mùa giải thông thường. Điểm này được làm tròn, trong trường hợp có sự bằng điểm vào cuối vòng play-off châu Âu, nửa điểm do làm tròn sẽ bị trừ. Điểm của Standard, Westerlo, Charleroi và OH Leuven đã được làm tròn, do đó trong trường hợp bằng điểm, Mechelen và Dender EH sẽ được xếp trên ba đội này.
Đội vô địch vòng play-off châu Âu sẽ đối đầu với đội xếp thứ tư ở vòng play-off Vô địch để quyết định tấm vé tham dự bóng đá châu Âu.
| VT | Đội            | ST | T | H | B | BT | BB | HS | Đ  | Giành quyền tham dự hoặc xuống hạng    |     | CHA | WES | MEC | DEN | STA | OHL |
| -- | -------------- | -- | - | - | - | -- | -- | -- | -- | -------------------------------------- | --- | --- | --- | --- | --- | --- | --- |
| 1  | Charleroi (O)  | 10 | 6 | 3 | 1 | 19 | 10 | +9 | 40 | Tham dự trận Play-off giải đấu châu Âu |     |     | 4–3 | 3–0 | 4–1 | 1–0 | 2–1 |
| 2  | Westerlo       | 10 | 3 | 5 | 2 | 19 | 16 | +3 | 33 |                                        |     | 2–2 |     | 2–2 | 4–2 | 0–0 | 2–2 |
| 3  | Mechelen       | 10 | 2 | 6 | 2 | 17 | 17 | 0  | 31 |                                        | 1–1 | 2–3 |     | 5–2 | 0–0 | 1–1 |     |
| 4  | Dender EH      | 10 | 3 | 4 | 3 | 20 | 21 | −1 | 29 |                                        | 2–1 | 1–0 | 2–2 |     | 1–1 | 5–0 |     |
| 5  | Standard Liège | 10 | 0 | 7 | 3 | 5  | 8  | −3 | 27 |                                        | 0–1 | 1–1 | 2–2 | 0–0 |     | 0–1 |     |
| 6  | OH Leuven      | 10 | 1 | 5 | 4 | 11 | 19 | −8 | 27 |                                        | 0–0 | 0–2 | 1–2 | 4–4 | 1–1 |     |     |

### Play-off giải đấu châu Âu
Một trận đấu sẽ được diễn ra giữa đội đứng thứ năm vòng play-off Vô địch và Charleroi, đội vô địch vòng play-off châu Âu, với lợi thế sân nhà cho đội từ vòng play-off Champions. Đội chiến thắng sẽ đủ điều kiện tham dự bóng đá châu Âu.
Thông thường thì đội đứng thứ tư vòng play-off Vô địch sẽ đối đầu với đội vô địch vòng play-off châu Âu, nhưng vì Club Brugge đã vô địch Cúp quốc gia Bỉ 2024–25, vào ngày 4 tháng 5 năm 2025, và đã chắc chắn lọt vào top bốn, nên đội đứng thứ năm của vòng play-off vô địch sẽ đối đầu với Charleroi.
| Antwerp    | 1–2 | Charleroi                   |
| ---------- | --- | --------------------------- |
| - Bayo 86' |     | - Keita 67' - Guiagon 90+5' |

### Play-off Xuống hạng
Bốn đội xếp cuối bảng ở Mùa giải thông thường sẽ tham dự vòng play-off Xuống hạng, một giải đấu vòng tròn tính điểm mà các đội bắt đầu với toàn bộ số điểm đạt được ở mùa giải thông thường. Các đội xếp thứ ba và thứ tư khi kết thúc vòng play-off xuống hạng sẽ xuống chơi ở Challenger Pro League 2025–26, và đội xếp thứ hai sẽ phải đấu với đội chiến thắng trong vòng play-off thăng hạng, với đội chiến thắng trong trận đấu này sẽ chơi ở Belgian Pro League 2025–26.
| VT | Đội               | ST | T | H | B | BT | BB | HS | Đ  | Giành quyền tham dự hoặc xuống hạng         |  | STR | CER | KOR | BEE |
| -- | ----------------- | -- | - | - | - | -- | -- | -- | -- | ------------------------------------------- |  | --- | --- | --- | --- |
| 1  | Sint-Truiden      | 6  | 3 | 1 | 2 | 9  | 10 | −1 | 41 |                                             |  |     | 3–1 | 0–3 | 2–1 |
| 2  | Cercle Brugge (O) | 6  | 2 | 1 | 3 | 10 | 13 | −3 | 39 | Tham dự trận play-off thăng hạng/xuống hạng |  | 3–1 |     | 0–2 | 2–1 |
| 3  | Kortrijk (R)      | 6  | 3 | 2 | 1 | 12 | 8  | +4 | 37 | Xuống hạng Challenger Pro League            |  | 2–2 | 2–2 |     | 3–2 |
| 4  | Beerschot (R)     | 6  | 2 | 0 | 4 | 10 | 10 | 0  | 24 | Xuống hạng Challenger Pro League            |  | 0–1 | 4–2 | 2–0 |     |

### Play-off Xuống hạng/thăng hạng
| Patro Eisden Maasmechelen | 1–5      | Cercle Brugge                                                     |
| ------------------------- | -------- | ----------------------------------------------------------------- |
| - Mabanza 90+3'           | Chi tiết | - Agyekum 8' - Brunner 25', 51' - Felipe Augusto 58' - Somers 84' |

| Cercle Brugge                                         | 3–1      | Patro Eisden Maasmechelen |
| ----------------------------------------------------- | -------- | ------------------------- |
| - Nazinho 5' - Felipe Augusto 24' (ph.đ.) - Nunes 78' | Chi tiết | - Van Landschoot 67'      |

Cercle Brugge thắng với tổng tỷ số 8–2 và trụ hạng thành công.

## Điểm tin
Ngày 29 tháng 9 năm 2024, cuộc đối đầu tại vòng 8 giữa hai đội bóng cùng thành phố Antwerp là Royal Antwerp và Beerschot đã  bị hủy khi trận đấu vẫn còn 15 phút. Nguyên nhân là bởi các cổ động viên của Beerschot liên tục ném pháo sáng xuống sân đấu. Khi đó tỉ số của trận đấu là 4-0 nghiêng về Antwerp. Ban tổ chức sau đó thông báo hai đội sẽ đá 15 phút cuối trận vào tối hôm sau (thứ hai ngày 30 tháng 9) nhưng Beerschot xin bỏ cuộc và chấp nhận thua cuộc. Ban tổ chức quyết định cho Antwerp thắng chung cuộc với tỷ số là 5–0.

## Thống kê

### Ghi bàn hàng đầu
| Hạng | Cầu thủ            | Câu lạc bộ    | Bàn thắng |
| ---- | ------------------ | ------------- | --------- |
| 1    | Adriano Bertaccini | Sint-Truiden  | 21        |
| 1    | Tolu Arokodare     | Genk          | 21        |
| 3    | Promise David      | Union SG      | 19        |
| 4    | Kasper Dolberg     | Anderlecht    | 18        |
| 5    | Christos Tzolis    | Club Brugge   | 16        |
| 5    | Franjo Ivanović    | Union SG      | 16        |
| 5    | Nikola Štulić      | Charleroi     | 16        |
| 8    | Tjaronn Chery      | Antwerp       | 14        |
| 8    | Daan Heymans       | Charleroi     | 14        |
| 10   | Matija Frigan      | Westerlo      | 13        |
| 10   | Benito Raman       | Mechelen      | 13        |
| 12   | Vincent Janssen    | Antwerp       | 11        |
| 13   | Kévin Denkey       | Cercle Brugge | 10        |
| 13   | Hans Vanaken       | Club Brugge   | 10        |
| 13   | Ferran Jutglà      | Club Brugge   | 10        |

#### Hat-trick
- H (= Home): Sân nhà
- A (= Away): Sân khách
- (4) : Ghi 4 bàn thắng

| Stt | Cầu thủ            | Câu lạc bộ  | Đối đầu với   | Tỷ số   | Thời gian           |
| --- | ------------------ | ----------- | ------------- | ------- | ------------------- |
| 1   | Jacob Ondrejka     | Antwerp     | Sint-Truiden  | 6–1 (H) | Vòng 3, 11/8/2024   |
| 2   | Kasper Dolberg     | Anderlecht  | Cercle Brugge | 5–0 (A) | Vòng 14, 10/11/2024 |
| 3   | Christos Tzolis(4) | Club Brugge | Sint-Truiden  | 7–0 (H) | Vòng 15, 23/11/2024 |
| 4   | Franjo Ivanović    | Union SG    | Westerlo      | 3–1 (H) | Vòng 18, 15/12/2024 |

### Kiến tạo hàng đầu
| Hạng | Cầu thủ            | Câu lạc bộ   | Kiến tạo |
| ---- | ------------------ | ------------ | -------- |
| 1    | Hans Vanaken       | Club Brugge  | 13       |
| 2    | Christos Tzolis    | Club Brugge  | 9        |
| 3    | Abdelkahar Kadri   | Kortrijk     | 8        |
| 3    | Jarne Steuckers    | Genk         | 8        |
| 5    | Dogucan Haspolat   | Westerlo     | 7        |
| 5    | Anouar Ait El Hadj | Union SG     | 7        |
| 5    | Louis Patris       | Sint-Truiden | 7        |
| 5    | Charles Vanhoutte  | Union SG     | 7        |
| 5    | Vincent Janssen    | Antwerp      | 7        |
| 5    | Parfait Guiagon    | Charleroi    | 7        |

### Số trận giữ sạch lưới
| Hạng | Cầu thủ                | Đội            | Số trận thi đấu | Số trận giữ sạch lưới | Tỷ lệ |
| ---- | ---------------------- | -------------- | --------------- | --------------------- | ----- |
| 1    | Anthony Moris          | Union SG       | 40              | 20                    | 50%   |
| 2    | Colin Coosemans        | Anderlecht     | 38              | 17                    | 45%   |
| 3    | Simon Mignolet         | Club Brugge    | 35              | 11                    | 31%   |
| 4    | Tobe Leysen            | OH Leuven      | 38              | 11                    | 28%   |
| 5    | Matthieu Epolo         | Standard Liege | 27              | 11                    | 41%   |
| 6    | Davy Roef              | Gent           | 26              | 11                    | 42%   |
| 7    | Ortwin De Wolf         | Mechelen       | 39              | 10                    | 26%   |
| 8    | Senne Lammens          | Antwerp        | 41              | 10                    | 24%   |
| 9    | Hendrik van Crombrugge | Genk           | 19              | 8                     | 42%   |
| 10   | Michael Verrips        | Dender EH      | 34              | 8                     | 24%   |

### Kỷ luật

#### Cầu thủ
- Nhận nhiều thẻ vàng nhất: 12 thẻ
  -  Birger Verstraete (OH Leuven)
- Nhận nhiều thẻ đỏ nhất: 2 thẻ
  - 6 cầu thủ

#### Câu lạc bộ[46]
- Nhận nhiều thẻ vàng nhất: 96 thẻ
  - Westerlo
- Nhận nhiều thẻ đỏ nhất: 7 thẻ
  - Beerschot
  - OH Leuven
- Nhận ít thẻ vàng nhất: 54 thẻ
  - Genk
- Nhận ít thẻ đỏ nhất: 2 thẻ
  - 3 câu lạc bộ